# Festung Kyrenia
Die Festung Kyrenia (türkisch Girne kalesi) liegt an der Nordküste der Türkischen Republik Nordzypern in Girne (deutsch auch Kyrenia) östlich des alten Stadthafens.

## Geschichte

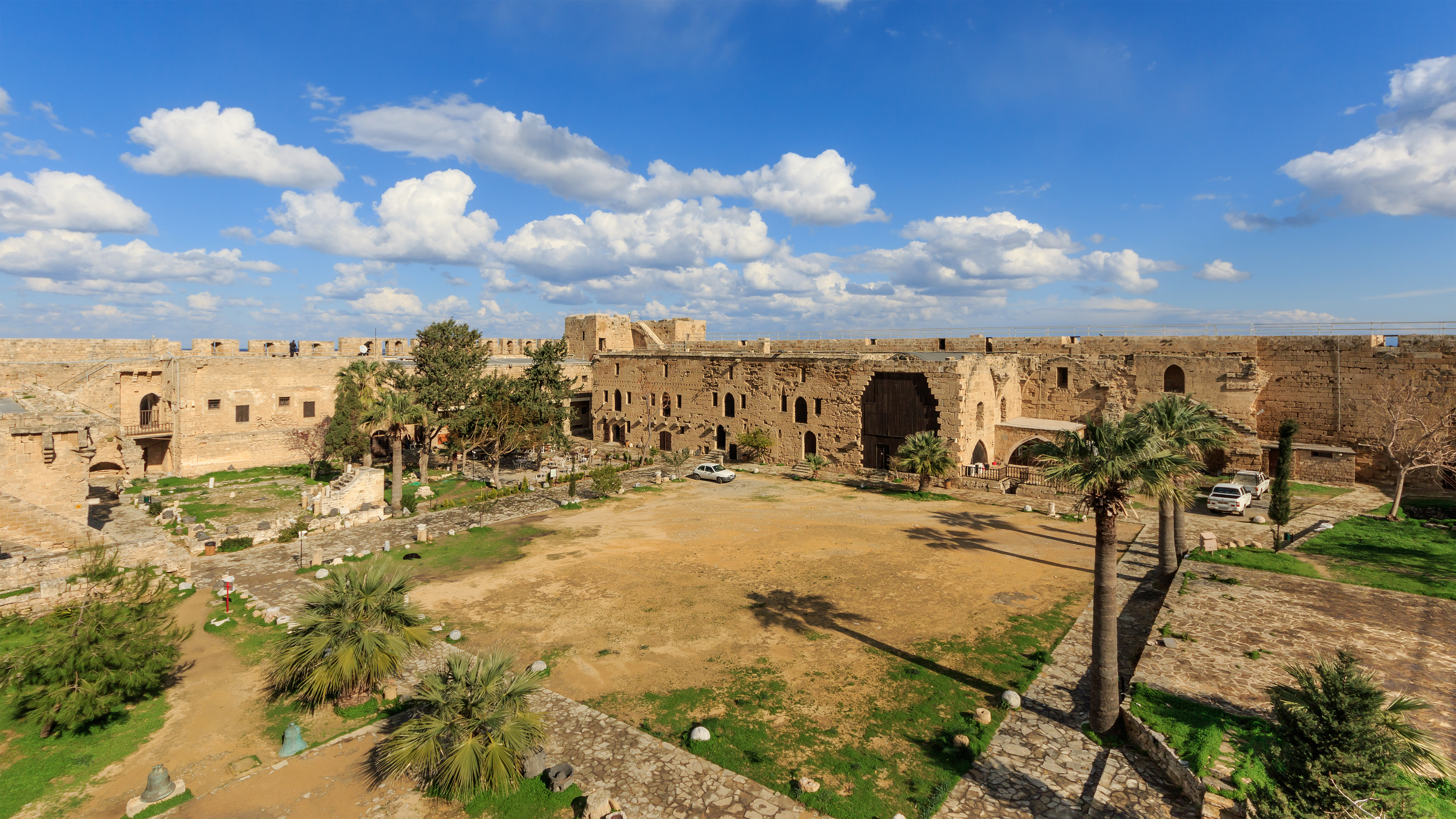
Innenhof

Die ältesten Reste der Hafenfestung von Kyrenia stammen aus dem 7. Jahrhundert. Im 10. Jahrhundert wurde die Festung von den Byzantinern und zu Beginn des 12. Jahrhunderts von den Kreuzfahrern erweitert. Im Jahr 1373 wurde sie von den Genuesen fast vollständig zerstört. Die Venezianer bauten die Festung im Konflikt mit den Osmanen weiter aus und gaben ihr ihre heutige Gestalt. Die Briten benutzten die Burg als Gefängnis, bevor sie ab 1960 zur Touristenattraktion mit mehreren Museen, darunter das Schiffswrackmuseum, umgestaltet wurde.

## Beschaffenheit

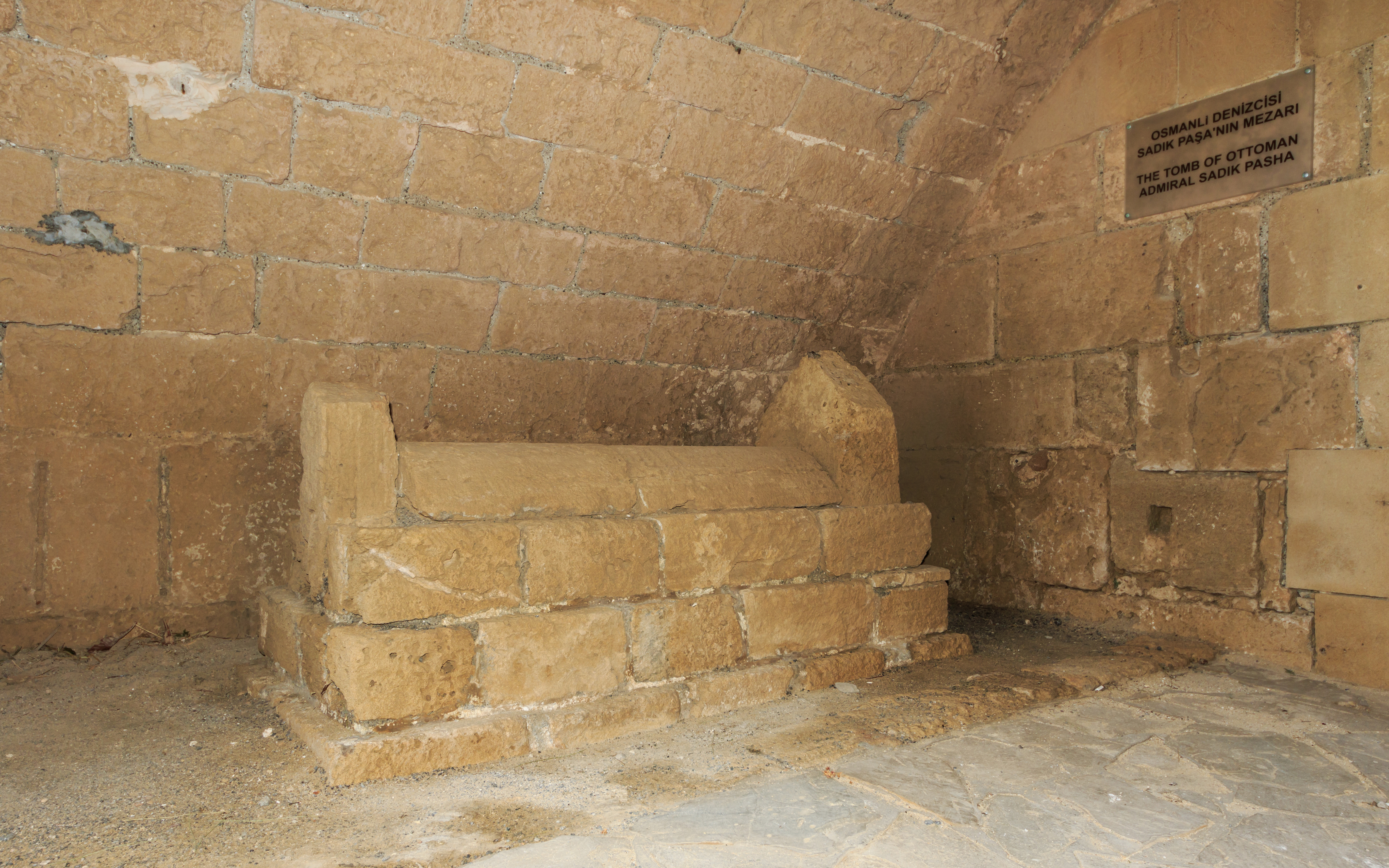
Grab Sadık Paschas

Die Festung ist von einem breiten Graben umgeben. Das Torgemäuer mit aufsteigenden Rampen ist weitläufig gestaltet und verwinkelt. Dahinter im Innenhof steht die byzantinische St.-Georg-Kapelle aus dem 12. Jahrhundert, deren hoher Andachtsraum mit korinthischen Säulen bestückt ist. Im Torbau ist der Sarkophag des türkischen Admirals Sadık Pascha († 1570 vor Kyrenia) zu sehen. Im Venezianischen Turm stellen Dioramen mit kostümierten Puppen das Leben der Wachmannschaften in der Burg nach.

## Schiffswrackmuseum
Das Schiffswrackmuseum birgt das „Schiff von Kyrenia“, das 1965 vor der Küste entdeckt wurde. Das Schiff und seine Ausrüstung befindet sich in drei Räumen des Ostflügels der Burg. In Raum I, den man vom Innenhof aus erreicht, befinden sich rhodische Amphoren (insgesamt umfasste die Fracht 400 dieser Transportgefäße), die Wein und Öl enthielten, und Fotografien der Unterwasserarchäologen, die die Bergungsarbeiten von Schiff und Fracht dokumentieren. In Raum II befindet sich ein Nachbau des Schiffshauptspants in Originalgröße, in einer Vitrine wird Schiffszubehör, dazu Gegenstände der wahrscheinlich nur vierköpfigen Besatzung ausgestellt. Neben Wein und Öl transportierte das Segelschiff Mandeln und Mahlsteine. Auf der Galerie des Raumes III befindet sich der Schiffsrumpf, der ursprünglich 14,75 m lang und 4,2 m breit war.